# Гвеліспері
Гвеліспері («змієподібні»; (груз. გველისფერი)) — в грузинській міфології — помічник божества.
Згідно з народними уявленнями, гвеліспері являли собою змія або дракона, який сидить на ланцюгу. Він виступав помічником божества, що завдає поразки всім його ворогам. Відданим шанувальникам божества гвеліспері допомагав у нещасті і в разі смертельної небезпеки. Навпаки, спущений з ланцюга, гвеліспері ніс покарання богохульцям і непокірним.